# Simon Pettersson
Simon Pettersson (Tobo, 3 de enero de 1994) es un deportista sueco que compite en atletismo. Participó en los Juegos Olímpicos de Tokio 2020, obteniendo una medalla de plata en el lanzamiento de disco.

## Palmarés internacional
| Juegos Olímpicos | Juegos Olímpicos | Juegos Olímpicos | Juegos Olímpicos |
| Año              | Lugar            | Medalla          | Prueba           |
| ---------------- | ---------------- | ---------------- | ---------------- |
| 2020             | Tokio (Japón)    | Medalla de plata | Disco            |